# Club Atlético Banfield
O Club Atlético Banfield é um dos mais antigos clubes argentinos de futebol, fundado em 21 de janeiro de 1896, e que disputa o Campeonato Argentino. Sua sede fica no bairro de Banfield, na cidade de Lomas de Zamora, na Grande Buenos Aires, seu estádio tem capacidade para cerca de 35.000 pessoas, tem como maior rival o Lanús e como maior conquista um título de campeão argentino, além de quatro vice-campeonatos.

## História
Tudo começou na segunda metade da década de 1880, quando imigrantes ingleses chegaram em grande número à localidade que o clube viria homenagear carregando o seu nome, e que fica 14 quilômetros ao sul de Buenos Aires, vindo depois a fundar este clube com mais de cem anos de história, em 21 de Janeiro de 1896.

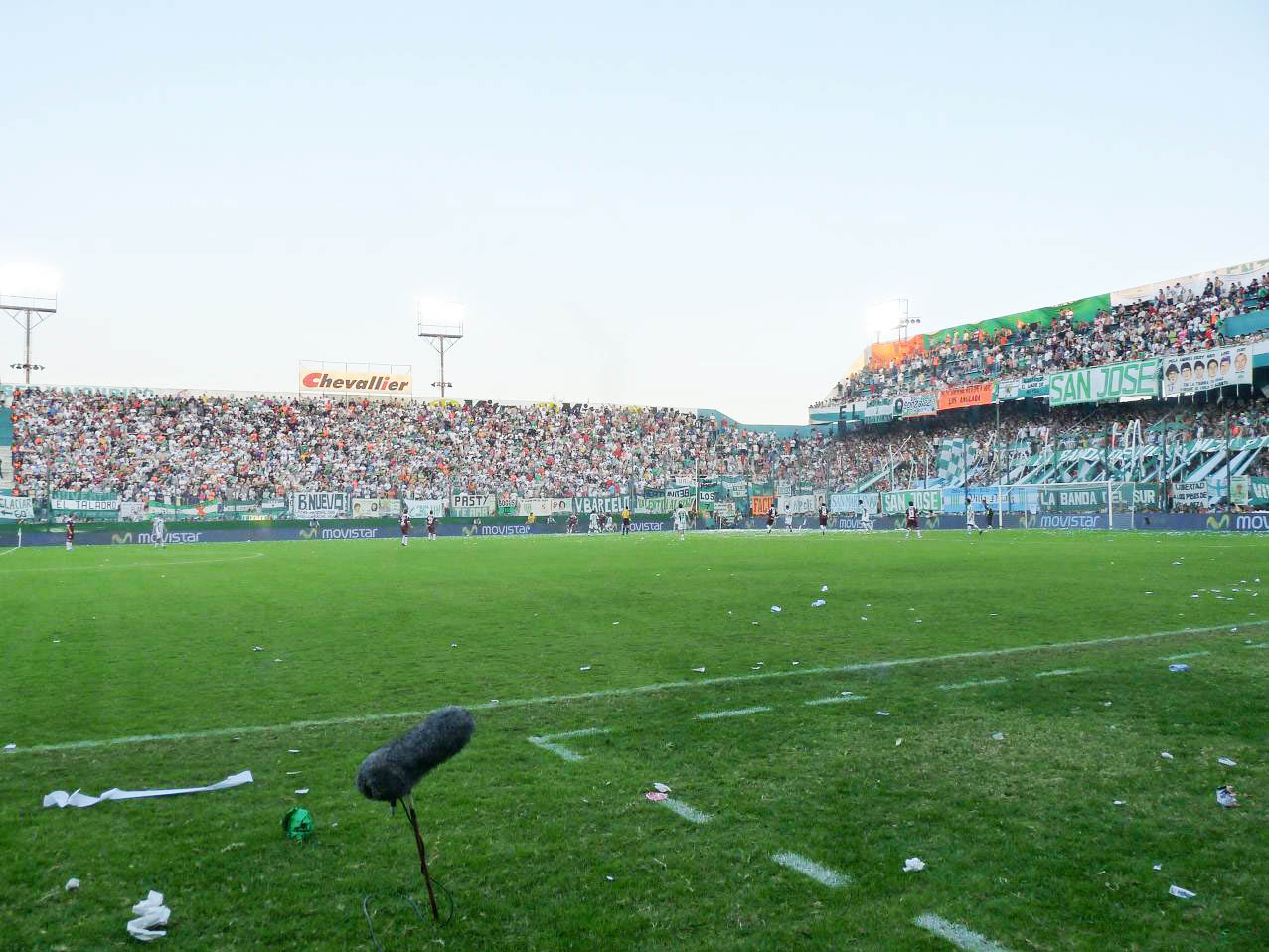
Torcida presente no Florencio Sola.

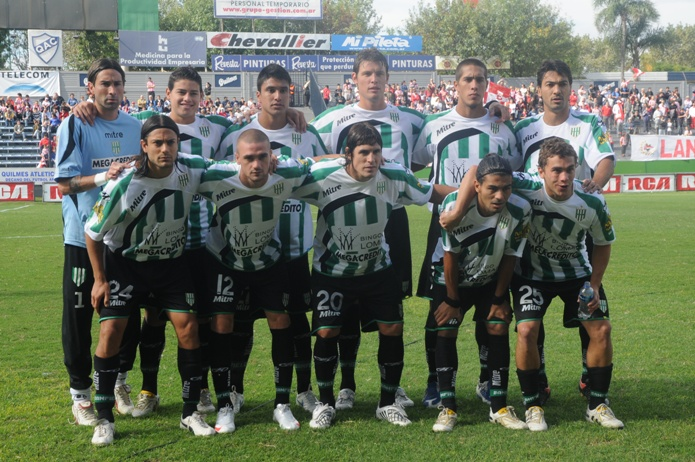
Equipe do Banfield em 2010.

No início o esporte mais importante deste clube era o críquete, mas com a chegada de Alfred John Goode à presidência, em 1899, o Banfield priorizou o futebol como esporte principal.
Entre 1950 e 1953, o Banfield permaneceu 49 partidas sem perder, recorde do clube até os dias de hoje e um dos maiores períodos sem derrota de um clube argentino, que poucos clubes do mundo podem ostentar.
Pela primeira vez em sua história, o Banfield conquistou o Campeonato Argentino da Primeira Divisão, ao vencer o Torneo Apertura de 2009. Antes, o máximo que havia conseguido eram os vice-campeonatos de 1951 e 2005.
Na temporada 2011/2012, após um fraco desempenho na Primeira Divisão o clube foi rebaixado para a Primera B Nacional.

## Estádio
Os jogos do clube são disputados em seu estádio, chamado Florencio Sola, inaugurado em 6 de outubro de 1940, com capacidade atual para 34.901 espectadores.

## Rivalidades
El Taladro tem uma enorme rivalidade com o Lanús. Este confronto denomina-se El Clásico del Sur, pois as cidades de Lanús e Lomas de Zamora, respectivas sedes de cada, localizam-se na região sul da Grande Buenos Aires, sendo que os estádios das duas equipes ficam distantes por poucas quadras. O Racing Club e o Quilmes também são considerados grandes rivais.

## Torcida
A torcida do Banfield é conhecida na Argentina como La Banda del Sur. Os torcedores da equipe são oriundos do próprio bairro onde fica a sede do clube e de pequenas vilas que ficam nos arredores do estádio. Mas é fácil encontrar hinchas do Banfield em todo sul da Grande Buenos Aires e até mesmo na Cidade de Buenos Aires. Segundo pesquisa de torcidas divulgada pela revista El Gráfico, em novembro de 1998, o Banfield tinha 0,3% da torcida a argentina, o que equivalia a 104 mil pessoas na época, mas que deve ter crescido com a grande projeção que este clube tem tido nos últimos anos.

## Competições internacionais
Nos últimos anos o clube tem chegado entre os primeiros colocados do campeonato argentino e frequentando os diversos torneios sul-americanos, tendo sido desclassificado da Copa Sul-Americana em 2005 pelo Fluminense, mas já tendo habilitado então para disputar a Copa Libertadores da América em 2007, com o quarto lugar geral na temporada de 2005-2006.
Com o título do Torneio Apertura 2009, garantiu a presença da equipe na Copa Libertadores 2010 sendo eliminado pelo campeão do torneio Internacional, e na Copa Sul-Americana 2010 eliminado pelo Tolima, ambos nas oitavas-de-final.

## Títulos
| Nacionais | Nacionais               | Nacionais | Nacionais                                       |
|           | Competição              | Títulos   | Temporadas                                      |
| --------- | ----------------------- | --------- | ----------------------------------------------- |
|           | Campeonato Argentino    | 1         | 2009 Apertura                                   |
|           | Copa da Argentina       | 1         | (1920) Copa de Honor                            |
|           | Primera B Nacional      | 3         | 1992–93, 2000–01 e 2013–14                      |
|           | Primera B Metropolitana | 7         | 1899, 1900, 1912 (AAF), 1939, 1946, 1962 e 1973 |